# Sonja Rueff-Frenkel
Sonja Rueff-Frenkel (* 1972) ist eine Schweizer Politikerin (FDP). Sie ist seit 2014 Kantonsrätin des Kantons Zürich.

## Leben
Sonja Rueff-Frenkel ist in Wiesendangen und Baden aufgewachsen und wohnt seit 1996 in Zürich. Sie studierte Rechtswissenschaften an der Universität Zürich, wo sie 1998 mit dem Lizentiat abschloss. 2004 wurde sie vom Obergericht des Kantons Zürich als Rechtsanwältin patentiert und war unter anderem als Auditorin und juristische Sekretärin mit besonderen Aufgaben an den Bezirksgerichten Zürich und Horgen tätig. Von 2005 bis 2024 arbeitete sie als Leiterin der Rechtsberatung und als stellvertretende Geschäftsführerin des Hauseigentümerverbands (HEV) Aargau. Seit 2024 ist sie Friedensrichterin in den Kreisen 1 und 2 der Stadt Zürich.
Sonja Rueff-Frenkel ist Vizepräsidentin der Frauenzentrale, seit 2018 leitet sie das Ressort Politik und setzt sich im Rahmen des Programms «Züri-Löwinnen brüllen» dafür ein, mehr Frauen für die Kommunalpolitik zu gewinnen. Weiter ist sie seit 2019 Vorstandsmitglied der Behindertenkonferenz und setzt sich im Ressort Politik für die Unterstützung und das politische Mitspracherecht von Menschen mit Behinderungen ein. Ebenfalls war sie mehrere Jahre Vorstandsmitglied des Israelitischen Frauenvereins Zürich.
2014 wurde sie in den Kantonsrat des Kantons Zürich gewählt. Sie ist Vizepräsidentin der FDP der Stadt Zürich und kandidierte für die Stadtratswahlen 2022.  Bei den Wahlen erzielte sie 31'854 Stimmen, wurde jedoch nicht gewählt.
Sonja Rueff-Frenkel ist verheiratet, Mutter von drei Kindern (Jahrgang 1998, 2000 und 2006) und wohnt in Zürich-Enge. In ihrer Freizeit ist sie oft mit ihrer Familie in den Bergen beim Wandern und Skifahren. Der Journalist und Autor Beni Frenkel (* 1977) ist ihr jüngerer Bruder.